# Sphecodes coronus
Sphecodes coronus là một loài Hymenoptera trong họ Halictidae. Loài này được Mitchell mô tả khoa học năm 1956.